# Korstmoskorrelwebzwam
De korstmoskorrelwebzwam (Nectriopsis lecanodes) is een schimmel die behoort tot de familie Bionectriaceae. Deze biotrofe parasiet groeit op korstmossen.

## Determinatie
Hij is te herkennen aan groepen donzige oranjeroze peritheciën die bovenop het thallus liggen. 

## Verspreiding
Nectriopsis lecanodes komt voor in Nederland uiterst zeldzaam voor.

## Foto's

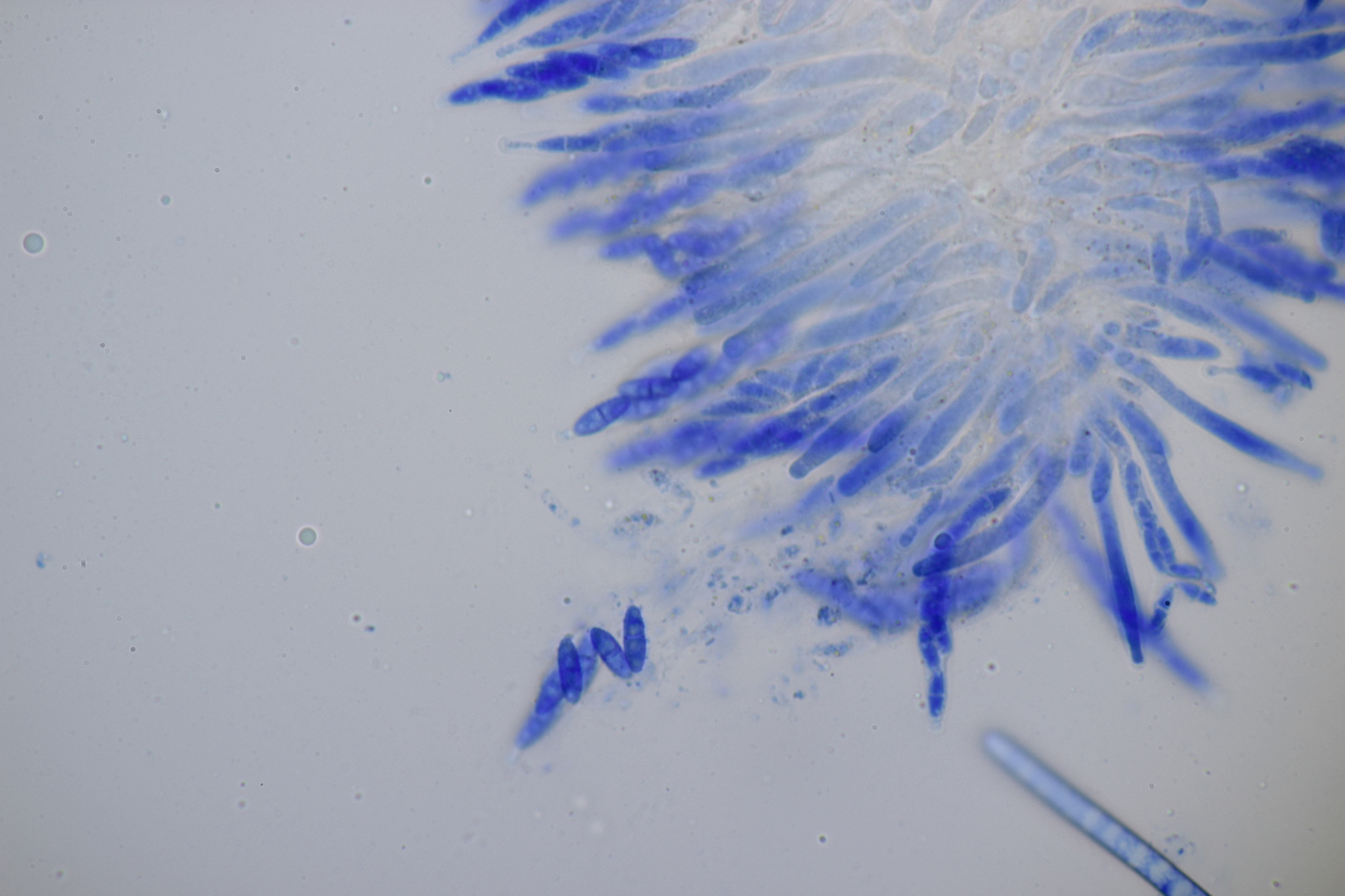
Asci
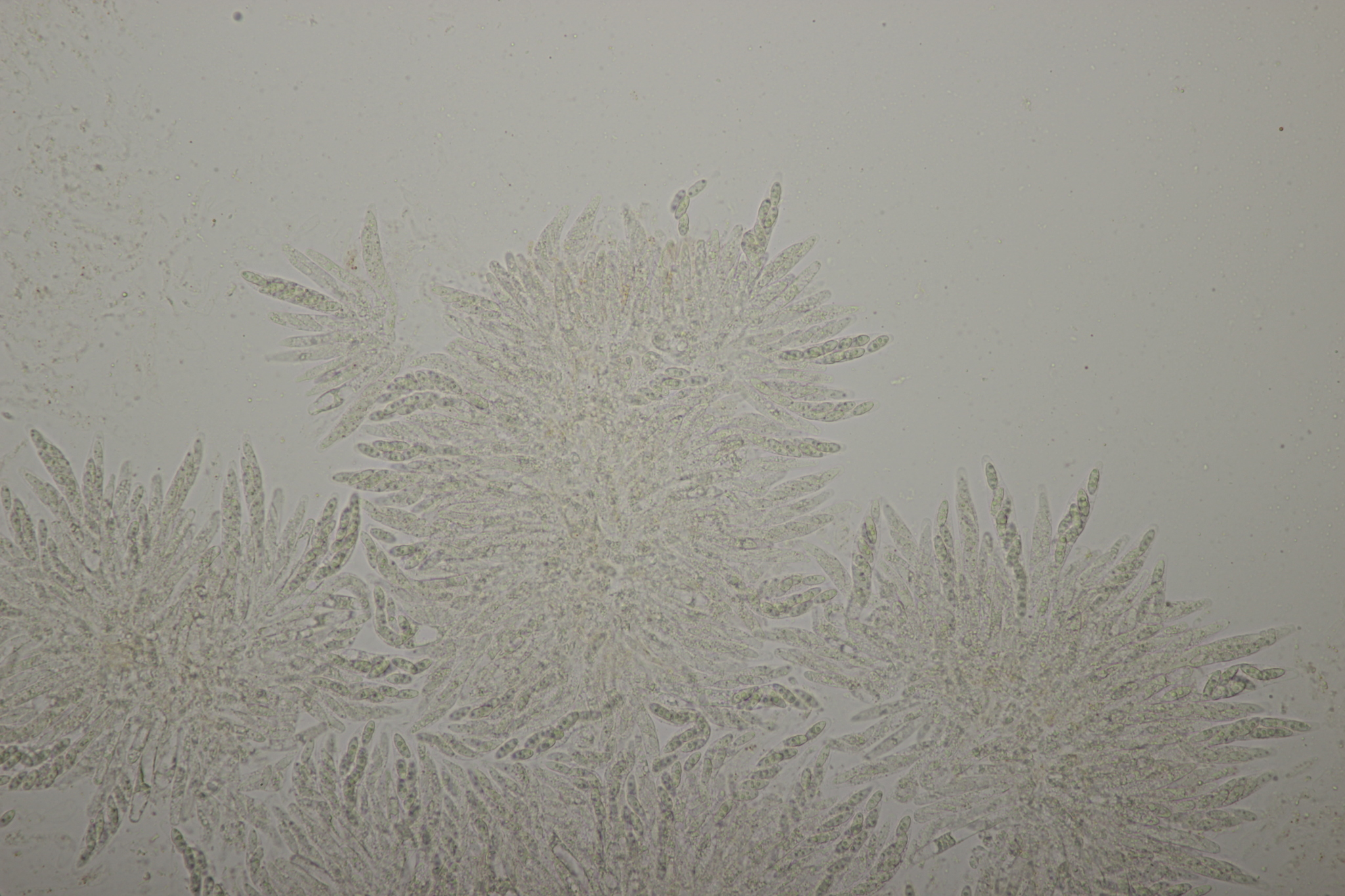
Asci met ascosporen